# Малое Маклашкино
Малое Маклашкино (чув. Макаçкасси) — деревня в Мариинско-Посадском муниципальном округе Чувашской Республики. С 2004 по 2022 год входила в состав Сутчевского сельского поселения.

## География
Находится в северо-восточной части Чувашии, на расстоянии приблизительно 2 км на юго-запад от районного центра города Мариинский Посад.

## История
Основана в первой половине XIX века переселенцами из деревни Маклашкина (ныне Большое Маклашкино). В 1858 году было учтено 162 жителя, в 1897—192, в 1926 — 48 дворов и 252 жителя, в 1939—284 жителя, в 1979—188. В 2002 году было 58 дворов, в 2010 — 50 домохозяйств. В 1930 году был образован колхоз «Красная армия».

## Население
Постоянное население составляло 138 человек (чуваши 96 %) в 2002 году, 129 в 2010.